# Anastasija Matrosovová
Anastasija Matrosova (rusky Анастасия Матросова), (* 3. ledna 1982 Kyjev, Sovětský svaz) je bývalá reprezentantka Ukrajiny v judu a sambu.

## Sportovní kariéra
Připravovala se v Doněcku pod vedením Sergeje Rožina. Od juniorských let jí reprezentační trenéři nešetřili a již v roce 2000 se ucházela o účast na olympijských hrách v Sydney. Kvalifikaci absolvovala celou, ale postup jí nakonec o jedno místo utekl.
V roce 2004 již patřila mezi evropskou špičku a postup na olympijské hry v Aténách si nenechala ujít. Do Athén se připravila velmi dobře a v semifinále se utkala s Číňankou Liou Sia. Nervózní zápas bez náznaku akce rozhodlo napomenutí za pasivitu v její neprospěch. V boji o třetí místo se utkala s Italkou Morico a prohrála na ippon. Obsadila 5. místo.
V roce 2007 utrpěla při mistrovství Evropy zranění kolene. Dlouho se nemohla dostat do dřívější formy a ke všemu do její polotěžké váhy přišla silná konkurentka Maryna Pryščepová. Příležitost ke startu na velké akci dostala až se zavedením možnosti startu dvou reprezentantů v jedné váze koncem roku 2010.

## Výsledky

### Váhové kategorie
| Turnaj             | 1996           | 1997           | 1998           | 1999           | 2000           | 2001           | 2002           | 2003           | 2004           | 2005           | 2006           | 2007           | 2008           | 2009           | 2010           | 2011           |
| Turnaj             | 14             | 15             | 16             | 17             | 18             | 19             | 20             | 21             | 22             | 23             | 24             | 25             | 26             | 27             | 28             | 29             |
| Turnaj             | polotěžká váha | polotěžká váha | polotěžká váha | polotěžká váha | polotěžká váha | polotěžká váha | polotěžká váha | polotěžká váha | polotěžká váha | polotěžká váha | polotěžká váha | polotěžká váha | polotěžká váha | polotěžká váha | polotěžká váha | polotěžká váha |
| ------------------ | -------------- | -------------- | -------------- | -------------- | -------------- | -------------- | -------------- | -------------- | -------------- | -------------- | -------------- | -------------- | -------------- | -------------- | -------------- | -------------- |
| Olympijské hry     | —              |                |                |                | —              |                |                |                | 5.             |                |                |                | —              |                |                |                |
| Mistrovství světa  |                | —              |                | úč.            |                | úč.            |                | úč.            |                | úč.            |                | —              |                | —              | úč.            | úč.            |
| Mistrovství Evropy | —              | —              | —              | 7.             | 3.             | 5.             | 3.             | 7.             | 3.             | 3.             | 7.             | úč.            | —              | —              | —              | 5.             |
| ME do 23 let       |                |                |                |                |                |                |                | —              | 1.             |                |                |                |                |                |                |                |
| MS juniorů         | 7.             |                | 7.             |                | 1.             |                |                |                |                |                |                |                |                |                |                |                |
| ME juniorů         | 1.             | 7.             | 3.             | 1.             | —              | 3.             |                |                |                |                |                |                |                |                |                |                |

### Bez rozdílu vah
| Turnaj             | 1996 | 1997 | 1998 | 1999 | 2000 | 2001 | 2002 | 2003 | 2004 | 2005 | 2006 | 2007 | 2008 | 2009 | 2010 | 2011 |
| Turnaj             | 14   | 15   | 16   | 17   | 18   | 19   | 20   | 21   | 22   | 23   | 24   | 25   | 26   | 27   | 28   | 29   |
| ------------------ | ---- | ---- | ---- | ---- | ---- | ---- | ---- | ---- | ---- | ---- | ---- | ---- | ---- | ---- | ---- | ---- |
| Mistrovství světa  |      | —    |      | —    |      | 7.   |      | —    |      | —    |      | —    | —    |      | —    | —    |
| Mistrovství Evropy | —    | —    | —    | 5.   | —    | —    | —    | —    | —    | —    | 7.   | —    |      |      |      |      |